# Tanjung Selatan
Tanjung Selatan (que na língua indonésia significa Cabo do Sul) é o ponto mais meridional da ilha de Bornéu (em indonésio Kalimantan).
Administrativamente faz parte da província de Bornéu Meridional (Kalimantan Selatan) na Indonésia. Toda esta região era pantanosa, mas a zona norte do cabo foi alterada para a exploração de cauchu e para pastoreio para gado. Os sedimentos ao longo da costa vêm do rio Barito para norte e de pequenos riachos perto da ponta do cabo, onde a terra foi limpa. 